# Причины гендерного несоответствия
Исследования причин транссексуальности изучают формирование гендерной идентичности трансгендерных людей, в особенности транссексуалов. Трансгендерные люди имеют гендерную идентичность, которая не соответствует приписанному при рождении полу, что вызывает гендерную дисфорию. Причины транссексуальности изучались десятилетиями. Наиболее изучаемые факторы — биологические, в особенности различия в структуре мозга по отношению к биологии и сексуальной ориентации. Также были предложены факторы влияния среды.
Изучение мозга трансгендерных людей, особенно трансгендерных женщин, испытывающих влечение к женщинам (гинекофилия), и трансгендерных мужчин, испытывающих влечение к мужчинам (андрофилия), ограничены из-за малого числа испытуемых. Доступные исследования показывают, что структура мозга андрофильных транс-женщин с рано проявившейся гендерной дисфорией схожа со структурой мозга цисгендерных женщин и отличается от структуры цисгендерных мужчин. Также это исследование показывает, что андрофильные транс-женщины и гинекофильные транс-женщины с поздно проявившейся гендерной дисфорией имеют разные фенотипы мозга, и что недиморфные области мозга гинекофильных транс-женщин отличаются от цисгендерных мужчин и женщин контрольной группы. Толщина коры головного мозга, обычно больше у цис-женщин, чем у цис-мужчин, также она может быть толще и у транс-женщин, но при этом находиться в другом месте относительно мозга цис-женщин. Исследование показывает, что гинекофильные транс-мужчины с ранней гендерной дисфорией имеют мозг, соответствующий приписанному полу, но с особым фенотипом относительно толщины коры, подкорковых структур и микроструктуры белого вещества, особенно в правом полушарии. Гормональная терапия также может влиять на структуру мозга трансгендерных людей. Она может сделать мозг транс-женщины ближе к мозгу цис-женщины; и морфологические изменения, наблюдаемые в мозге транс-мужчин, могут быть связаны с анаболическими эффектами тестостерона.
Близнецовые исследования предполагают, что существуют генетические причины развития транссексуальности, хотя конкретные гены, участвующие в этом процессе, до конца не изучены. Одно исследование показало, что 33 % однояйцевых близнецов были рождены трансгендерными, по сравнению с всего лишь 2,6 % разнояйцевых близнецов, выращенных в одной и той же семье в одно и то же время, но не сходных генетически.
Рэй Блэнчард создал типологию транссексуальности Блэнчарда, предлагающую две различных этиологии для андрофильных и гинекофильных индивидуумов и ставшей противоречивой. Её поддержали Д. Майкл Бэйли, Энн Лоуренс, Джеймс Кантор и другие, но против выступили Чарльз Аллен Мозер, Джулия Серано и Всемирная профессиональная ассоциация по здоровью трансгендерных людей (WPATH).

## Биологические факторы

### Генетика
Исследование 2008 года сравнило 112 андрофильных и гинекофильных транс-женщин, в основном уже проходящих гормональную терапию, с 258 цисгендерными мужчинами из контрольной группы. Транс-женщины чаще, чем цис-мужчины, имели более длинную версию рецептора гена для полового гормона андрогена или тестостерона, который снижал эффективность связывания с тестостероном. Андрогеновый рецептор (NR3C4) активируется связыванием с тестостероном или дигидротестостероном, где он играет важную роль в формировании первичных и вторичных мужских половых признаков. Исследование предполагает, что сниженная передача сигнала андрогенов ведёт к развитию женской гендерной идентичности транс-женщин. Авторы говорят, что снижение уровня тестостерона в мозге во время развития может предотвратить полную маскулинизацию мозга у транс-женщин и тем самым создать более феминизированный мозг и женскую гендерную идентичность.
Вариант генотипа для гена CYP17, который действует на половые гормоны прегненолон и прогестерон, оказался связан с транссексуальностью транс-мужчин, но не у транс-женщин. Особенно стоит заметить, что транссексуальные мужчины не только чаще имели такой вариант генотипа, но также имели распределение аллелей, эквивалентное контрольной группе мужчин, но не женщин. В статье сделан вывод, что потеря специфичной для женщин закономерности распределения аллеля CYP17 T-34C связана с транссексуальностью транс-мужчин.

#### Транссексуальность среди близнецов
В 2013 году близнецовое исследование совместило опрос пар близнецов, в которых один или оба прошли либо планировали пройти трансгендерный переход, с обзором опубликованных исследований о трансгендерных близнецах. Было обнаружено, что треть однояйцевых близнецов были рождены трансгендерными: 13 из 39 (33 %) монозиготных пар приписанных при рождении мужчин и 8 из 35 (22.8 %) пар приписанных при рождении женщин. Из разнояйцевых близнецов только в 1 из 38 (2.6 %) случаев оба человека были трансгендерны. Значительный процент пар однояйцевых близнецов, где оба человека трасгендерны и фактическое отсутствие таких пар разнояйцевых близнецов (выросших в одной семье в одно и то же время), свидетельствует о том, что трансгендерная идентичность значительно зависит от генетики, если они были выращены в разных семьях.

### Структура мозга

#### Общее
Несколько исследований обнаружили корреляцию между гендерной идентичностью и структурой мозга. Первое в своём роде исследование 1995 года обнаружило связь транссексуальности и области мозга, называемой опорным ядром терминального тяжа (BSTc) и известной за сексуальные и тревожные реакции (и на которую влияют пренатальные андрогены). Учёные исследовали шесть транс-женщин, и они имели нормальный для цис-женщин размер BSTc. Поскольку транссексуальные люди принимали гормоны, в исследование были включены цисгендерные мужчины и женщины, которые по различным медицинским причинам испытывали воздействие половых гормонов противоположного пола. Контрольная группа имела типичный для их гендера размер BSTc. Никакой связи с сексуальной ориентацией выявлено не было.
В последующем исследовании 2000 года было изучено количество нейронов в BSTc. Учёные получили тот же результат, но с более значительными различиями. Также включённая в исследование транс-женщина, никогда не принимавшая гормоны, имела такое же количество нейронов, как и цис-женщины.
В 2002 году последующее исследование обнаружило, что значительный диморфизм в BSTc не устанавливается до достижения взрослого возраста. Учёный сделал предположение о том, что либо изменения в уровне гормонов плода вызывают изменения в синаптической плотности BSTc, нейрональной активности или нейрохимическом содержании, которые позже приводят к изменению размера и количества нейронов в BSTc, либо что размер BSTc зависит от формировании гендерной идентичности, несоответствующей приписанному полу.
Было высказано предположение, что различия в BTSc могут быть обусловлены эффектами заместительной гормональной терапии. Было также высказано предположение, что, поскольку у педофилов также обнаружен уменьшенный BTSc, женский BTSc может быть маркером парафилии, а не транссексуальности.
В обзоре доказательств в 2006 году были подтверждены более ранние исследования, считающие транссексуальность расстройством половой дифференцировки мозга. Дик Свааб в 2004 также пришёл к этому выводу.
В 2008 году был найдена новая область мозга со свойствами, схожими свойствам BSTc в отношении транссексуальности: интерстициальное ядро переднего гипоталамуса (INAH3). Был использован тот же метод контроля за использованием гормонов, что и в работах 1995 и 2000 годов. Различия были даже более выраженными, чем с BSTc; мужчины контрольной группы имели в среднем в 1,9 раза больший объём и в 2,3 раза больше нейронов, чем женщины контрольной группы, и независимо от воздействия гормонов транс-женщины находились в пределах женского диапазона, а транс-мужчины в пределах мужского диапазона.
МРТ исследование 2009 года изучило 24 транс-женщины, ещё не начавших гормональную терапию, и обнаружило, что концентрации серого вещества в некоторых областях были более сходны с таковыми у цис-мужчин, чем у цис-женщин, но объём серого вещества в правом путамене был значительно больше, чем у цис-мужчин. Как и ранние исследование, это исследование заключило, что транссексуальность связана с особым строением мозга. МРТ позволяет легко изучать более крупные структуры мозга, но отдельные ядра не видны из-за отсутствия контраста между различными типами неврологических тканей, поэтому некоторые другие исследования, например, BSTc, были проведены путём вскрытия мозга посмертно.
В 2010 году в группе транс-мужчин, ещё не начавших гормональную терапию, была изучена дополнительная особенность: значения фракционной анизотропии (FA) белого вещества в медиальном и заднем отделах правого верхнего продольного фасцикула (SLF), forceps minor и в корково-спинномозговом пути. Исследование обнаружило, что при сравнении с контрольной группой цис-женщин, транс-мужчины показали более высокие значения FA в задней части правого SLF, forceps minor и корково-спинномозговом пути. По сравнению с контрольной группой цис-мужчин, транс-мужчиины показали более низкие значения FA только в корково-спинномозговом пути.
В 2006 году был изучен общий объём мозга у 8 транс-женщин и у шести транс-мужчин, проходящих гормональную терапию. Обнаружилось, что гормоны изменяют размеры гипоталамуса в соответствии с полом: терапия мужскими гормонами смещает гипоталамус в сторону мужского направления таким же образом, как и в контрольной группе цис-мужчин, а терапия женскими гормонами смещает гипоталамус в сторону женского направления таким же образом, как и в контрольной группе цис-женщин. Из полученных данных был сделан вывод, что на протяжении всей жизни гонадные гормоны остаются крайне важными для поддержания аспектов половых различий в человеческом мозге.
Некоторые исследования мозга показали, что транс-мужчины имеют несколько типично мужских характеристик в нейроанатомии. В 2010 году группа нейробиологов сравнила 18 транс-мужчин с 24 цис-мужчинами и 19 цис-женщинами контрольной группы, используя метод МРТ, называемый диффузионной тензорной визуализацией. Это специализированный метод визуализации белого вещества головного мозга, и структура белого вещества является одним из различий между мужчинами и женщинами. Исследование показало, что структура белого вещества у транс-мужчин была смещена в сторону цис-мужчин ещё до того, как транс-мужчины начали принимать мужские гормоны (которые также могут изменять структуру мозга).
Обзор 2016 года согласился с другими обзорами при рассмотрении андрофильных транс-женщин и гинекофильных транс-мужчин. В нём было написано, что гормональная терапия может влиять на структуру мозга трансгендерных людей, и что толщина коры головного мозга, обычно больше у цис-женщин, чем у цис-мужчин, и также она может быть толще у транс-женщин, но при этом находиться в другом месте относительно мозга цис-женщин. Также было заявлено, что как и для транс-женщин, так и для транс-мужчин «терапия гормонами другого пола влияет на общую морфологию, а также на микроструктуру белого вещества мозга. Изменения следует ожидать тогда, когда гормоны достигают мозга в фармакологических дозах. Следовательно, нельзя рассматривать мозг после проведения гормональной терапии как свидетельство особого фенотипа мозга, присущего транссексуалам, потому что терапия изменяет морфологию мозга»

#### Андрофильные транс-женщины
Исследования показали, что андрофильные транс-женщины в анатомии мозга имеют схожие черты по сравнением с мозгом цис-женщин. В 2009 году команда радиологов сравнила 12 андрофильных транс-женщин с 12 цис-женщинами и 12 цис-мужчинами. Используя Функциональную магнитно-резонансную томографию, они обнаружили, что когда испытуемым показывали эротику, у цис-мужчин реагировали некоторые области мозга, чего не было у цис-женщин, и что реакция мозга андрофильных транс-женщин была смещена в сторону женского направления.
В другом исследовании использовалась диффузорная МРТ для сравнения 18 андрофильных транс-женщин с 19 гинекофильными цис-мужчинами и 19 андрофильными цис-женщинами. Транс-женщины отличались от обеих контрольных групп некоторыми областями мозга, включая верхний продольный фасцикулус, переднюю поясную кору, правый forceps minor и корково-спинномозговой путь. Авторы исследования заключили, что андрофильные транс-женщины где-то по середине между контрольной группой цис-мужчин и женщин.
Обзор 2016 года показал, что структура мозга андрофильных транс-женщин с рано проявившейся гендерной дисфорией схожа со структурой мозга цисгендерных женщин и отличается от структуры цисгендерных мужчин, но транс-женщины имеют свой особенный фенотип мозга.

#### Гинекофильные транс-женщины
Хотя МРТ, проведённая у гинекофильных транс-женщин, также показала различия их мозга от мозга от циссексуальных людей, феминизация структуры мозга не была выявлена. Исследователи Каролинского института использовали МРТ для сравнения 24 гинекофильных транс-женщин с 24 цис-мужчинами и 24 цис-женщинами контрольной группы. Никто из участников исследования не был на гормональной терапии. Исследователи обнаружили типичную половую дифференциацию между транс-женщинами и цис-мужчинами и женщинами, но они «проявляли особые черты и отличались от обеих контрольных групп уменьшенным объёмом таламуса и путамена и повышением объёмов серого вещества в правой островковой и нижней лобной извилине и области, покрывающей правую угловую извилину (angular gyrus)».

Исследователи заключили, что:
В отличие от первичной гипотезы, в группе транс-женщин не было выявлено половых атипичных признаков с признаками «феминизации»… Настоящее исследование не поддерживает догму о том, что [транс-женщины] имеют атипичный половой диморфизм в мозге, но подтверждает ранее сообщённые половые различия. Наблюдаемые различия между транс-женщинами и контрольными группами ставят вопрос о том, может ли гендерная дисфория быть связана с изменениями в нескольких структурах, а не в одной области.
В 2008 году была протестирована реакция гинекофильных транс-женщин на два стероида предположительно являются сексуальными феромонами: progestin-like 4,16-androstadien-3-one (AND) и estrogen-like 1,3,5(10),16-tetraen-3-ol (EST). Несмотря на разницу в сексуальной ориентации, гипоталамические сети транс-женщин активировались в ответ на феромон AND, как и сети андрофильных женщин из контрольной группы. Обе группы испытывали активацию миндалевидного тела в ответ на EST. Гинекофильные мужчины из контрольной группы испытывали гипоталамическую активацию в ответ на EST. Однако, транс-женщины также испытывали ограниченную гипоталамическую активацию на EST. Исследователи пришли к выводу, что с точки зрения активации феромонов транс-женщины занимают промежуточное положение с преимущественно женскими признаками. Испытуемые транс-женщины на момент исследования не проходили никакой гормональной терапии, согласно их собственному заявлению, и подтверждённому повторными тестами гормонального уровня.
Обзор 2016 года показал, что гинекофильные транс-женщины отличаются как от цис-мужчин, так и от цис-женщин контрольной группы в недиморфных областях мозга.

#### Гинекофильные транс-мужчины
Исследований структуры мозга у транс-мужчин проводилось меньше, чем у транс-женщин. Команда японских нейробиологов использовали технологию SPECT, чтобы сравнить церебральный поток крови 11 гинекофильных транс-женщин с 9 андрофильными цис-женщинами. Хотя исследование не включало выборку цис-мужчин, чтобы можно было сделать вывод о «мужском сдвиге», исследование показало, что у гинекофильных транс-мужчин наблюдалось значительное снижение кровотока в левой передней поясной коре и значительное увеличение правого островка, двух областей мозга, которые реагируют во время сексуального возбуждения.
Обзор 2016 года показывает, что гинекофильные транс-мужчины с ранней гендерной дисфорией имеют мозг, соответствующий приписанному полу, но с особым фенотипом относительно толщины коры, подкорковых структур и микроструктуры белого вещества, особенно в правом полушарии. Морфологические изменения, наблюдаемые в мозге транс-мужчин, могут быть связаны с анаболическими эффектами тестостерона.

## Психология
Психиатр и сексолог Дэвид Оливер Колдуэлл утверждал в 1947 году, что транссексуальность вызвана несколькими факторами. Он считал, что маленькие мальчики склонны восхищаться их матерями до такой степени, что хотят стать такими же. Однако, он полагал, что мальчики потеряют это желание, если родители будут их ограничивать, или же они будут иметь правильную генетическую предрасположенность или нормальную сексуальность. Гарри Бенджамин в 1966 считал, что причины транссексуальности плохо изучены, и утверждал, что исследователи склонны рассматривать психологические причины, а не биологические.
Рэй Блэнчард разработал типологию транссексуальности, построенную на работах его коллеги Курта Фройнда, которая предполагала, что у транс-женщин есть одна из двух мотиваций для трансгендерного перехода. Блэнчард выдвинул теорию о том, что «гомосексуальные транссексуальные люди» (категория, используемая им для обозначения транс-женщин, испытывающих влечение к мужчинам) делают переход потому, что их влечёт к мужчинам, и характеризует их как явно и очевидно проявляющих свою женственность с детства; «негомосексуальные транссексуальные люди» (транс-женщины, испытывающие влечение к женщинам) делают переход по причине их аутогинефильности (сексуально возбуждение от мысли или образа самого себя в качестве женщины) и также испытывая влечение к женщинам, к мужчинам и женщинам одновременно или вовсе не испытывая влечения.
Аутогинефилия распространена среди транс-женщин с поздно проявившейся дисфорией. Исследование аутогинефильных мужчин обнаружило, что они испытывали более сильную дисфорию, чем неаутогинефильные мужчины. Майкл Бэйли предположил, что аутогинефилия может быть заложена генетикой.
Теория Блэнчарда получила поддержку от Д. Майкла Бэйли, Энн Лоуренс, Джеймса Кантора и других, поскольку они считали, что между этими двумя группами транс-женщин существуют значительные различия, в том числе в сексуальности, возрасте перехода, этнической принадлежности, IQ и фетишизме. Однако, в своих работах теорию критиковали Джейми Вил, Ларри Наттброк, Чарльз Мозер и другие, утверждавшие, что изучено недостаточно транс-женщин, и что эксперименты, стоящие за теорией, плохо контролируются и/или противоречат другим данным. Многие компетентные люди, включая сторонников теории, раскритиковали выбранные Блэнчардом слова как сбивающие с толку или унизительные, поскольку они сфокусированы на приписанном при рождении поле транс-женщин и игнорировали их сексуальную ориентацию. Линн Конвей, Андреа Джеймс и Дейдра Макклоски попытались разрушить репутацию Бейли после выхода его книги. Эволюционный биолог и транс-женщина Джулия Серано написала, что «Противоречивая теория Блэнчарда построена на некорректных и необоснованных допущениях, и в данных, которые он предлагает для её обоснования, есть много методологических изъянов». Всемирная профессиональная ассоциация по здоровью трансгендерных людей (WPATH) выступала против включения типологии Бланчарда в DSM, утверждая, что не существует научного консенсуса по этой теории и что отсутствуют лонгитюдные исследования развития трансвестистского фетишизма.
Обзор 2016 года подтвердил предсказания типологии Блэнчарда о том, что у гинекофильных и андрофильных транс-женщин различается фенотип мозга. В нём говорилось, что хотя Кантор прав, что предсказания Блэнчарда были подтверждены двумя независимыми структурными нейровизуализационными исследованиями, но «существует лишь одно исследование негомосексуальных транс-женщин, и чтобы полностью подтвердить гипотезу необходимо больше независимых исследований. Гораздо более качественную проверку гипотезы можно было бы обеспечить с помощью специально разработанного исследования, включающего гомосексуальных и негомосексуальных транс-женщин. Для подтверждения предсказания Блэнчарда необходимо специально разработанное сравнение гомосексуальных транс-женщин, гомосексуальных мужчин и гетеросексуальных мужчин и женщин».

## Воспитание
Неудачная попытка вырастить Дэвида Реймера с младенчества до подросткового возраста как девочку после того, как его гениталии были случайно повреждены, используется как опровержение теории о том, что гендерная идентичность определяется только воспитанием. С 1960-х по 2000-е годы некоторым младенцам-мальчикам, родившимся с деформированными пенисами или потерявшим пенисы в результате неудачной операции, делали феминизирующие операции на половых органах. Многие американские хирурги считали, что такие пациенты будут счастливее, если их переопределят в социальном и хирургическом плане как женщин. Имеющиеся данные показывают, что в таких случаях родители были глубоко привержены тому, чтобы воспитывать этих детей как девочек и как можно более типично для женского пола. В последующих исследованиях взрослых шестеро из семи идентифицировали себя как гетеросексуальные мужчины, один из семи сохранил женскую идентичность, но его привлекали женщины. Такие случаи не подтверждают теорию о том, что воспитание детей влияет на гендерную идентичность или сексуальную ориентацию тех, кому при рождении был приписан мужской пол:72-73. Случай Реймера используется организациями вроде Интерсекс-общества Северной Америки, чтобы предостеречь от ненужного изменения гениталий не давших на то согласие несовершеннолетних.
В 2015 году Американская Академия Педиатрии выпустила серию вебинаров, посвящённую гендеру, гендерной идентичности, гендерному выражению, трансгендерности и т. д.. На первой лекции Доктор Шерер объясняет, что влияние родителей через наказание или поощрение того или иного поведения может влиять на выражение гендера, но не на гендерную идентичность. Она утверждала, что дети изменят своё гендерное выражение, чтобы получить поощрение от своих родителей и общества, но это не повлияет на их гендерную идентичность, их внутреннее ощущение себя.